# 219 (číslo)
Dvě stě devatenáct je přirozené číslo, které následuje po čísle dvě stě osmnáct a předchází číslu dvě stě dvacet. Římskými číslicemi se zapisuje CCXIX a řeckými číslicemi σιθ.

## Matematika
219 je:
- Poloprvočíslo
- Deficientní číslo
- Šťastné číslo
- Příznivé číslo
- Nejmenší číslo, které lze zapsat jako součet čtyř kladných třetích mocnin dvěma způsoby

## Astronomie
- (219) Thusnelda je planetka hlavního pásu, kterou objevil v roce 1880 Johann Palisa

## Doprava
- Silnice II/219 je česká silnice II. třídy vedoucí na trase Pernink–Boží Dar–Vejprty[1]

## Roky
- 219
- 219 př. n. l.